# داريوس هادلي
داريوس هادلي (بالإنجليزية: Darius Hadley)‏ هو لاعب كرة قدم أمريكية أمريكي، ولد في 9 سبتمبر 1973.